# Jehane Ragai
Jehane Nour El Din Ragai (en árabe: جيهان نور الدين رجائي‎, El Cairo, 1944) es una profesora emérita de química de la Universidad Americana en El Cairo (AUC). Es autora del ensayo The Scientist and the Forger, publicado en 2015 por Imperial College Press.

## Biografía
Jehane Ragai nació en El Cairo, y es hija de Doria Shafik (1908–1975), sufragista y líder del movimiento feminista egipcio desde mediados de la década de 1940 hasta mediados de la década de 1950 y del abogado Nour eldin Ragai (1914 -1980). 
Obtuvo el Bachillerato francés del Liceo francés en El Cairo, un título de Bachiller Universitario en Ciencias en Química en 1966 (magna cum laude) y una maestría en Ciencia de Estado Sólido (1968), ambos de la Universidad Americana en El Cairo. En 1976 recibió su doctorado de Brunel, la Universidad de West London en el Reino Unido.

## Carrera
Jehane Ragai ha sido miembro de la facultad en el Departamento de Química de la Universidad Americana en El Cairo (AUC) desde 1970, hasta su retiro como profesora emérita en 2014. 
Su trabajo de investigación se centró principalmente en la química de la superficie y sus publicaciones tratan sobre las interfaces gas / sólido y líquido / sólido. También tuvo un gran interés en la química arqueológica y ha publicado varios artículos que tratan sobre la interacción de las humanidades y la ciencia.
Ha presidido el Senado de la Universidad de AUC (1998–2000), el Departamento de Química de AUC (2000–2006) y fue investigadora principal, liderando el grupo de investigación de química de superficie en el Centro de Investigación de Ciencia y Tecnología Youssef Jameel (STRC) en AUC. Fue directora del programa de posgrado de Química AUC (2010-Otoño 2014). Ragai recibió varios premios al mérito de los AUC Trustees, así como el premio de la Facultad de Ciencias e Ingeniería por su papel como presidenta del departamento de química. En 2013 recibió el premio al mejor maestro de toda la universidad. 
Dado su interés adicional en la química arqueológica, fue consultora del proyecto Sphinx del Centro de Investigación Estadounidense en Egipto (ARCE), formó parte del Comité Nacional para el Estudio de la Esfinge y durante siete años (2001-2008) fue miembro del Junta de Gobernadores de la ARCE. Como parte de este proyecto, estudió las propiedades de los antiguos morteros egipcios de la Esfinge y el Templo del Valle de Kephren.
Ragai fue miembro durante varios años (2008–2018) del Jurado de Premios Internacionales en Ciencias Físicas por los Premios L'Oréal-UNESCO para la Mujer en la Ciencia, fundados por los premios Nobel Christian de Duve y Pierre Gilles de Gennes .
Fue profesora invitada en las siguientes universidades: Cambridge (Reino Unido), Cornell, Exeter, Carolina del Norte en Raleigh, Princeton, Rutgers, Lund, Gotemburgo y Cardiff; también en la American Philosophical Society, el museo Mahmoud Khalil en El Cairo, la Universidad Americana en París, el Museo Fitzwilliam en Cambridge (Reino Unido) y el CNRS en Marsella. Fue elegida miembro extranjera de la Real Academia Sueca de las Artes y las Ciencias en Gotemburgo. 